# Oddział Andrzeja Łopackiego

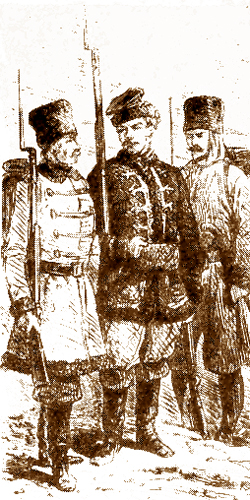
Fizylier

Oddział Andrzeja Łopackiego (inaczej oddział Jana Markowskiego) – partia powstańcza okresu powstania styczniowego.

## Dowódcy
Oddział został sformowany na terenie dawnego województwa sandomierskiego. Jego dowódcą był mjr Andrzej Łopacki.
Dowódcę oddziału mjra Andrzeja Łopackiego (rannego 22 kwietnia w bitwie pod Stefankowem) zastępował następnie kpt. Jan Markowski, późniejszy podpułkownik, dowódca pułku kawalerii krakowskiej, mianowany przez gen. Józefa Hauke-Bosaka dowódcą Dywizji Sandomierskiej, który schwytany przez Rosjan zadał sobie śmierć igłą.

## Skład

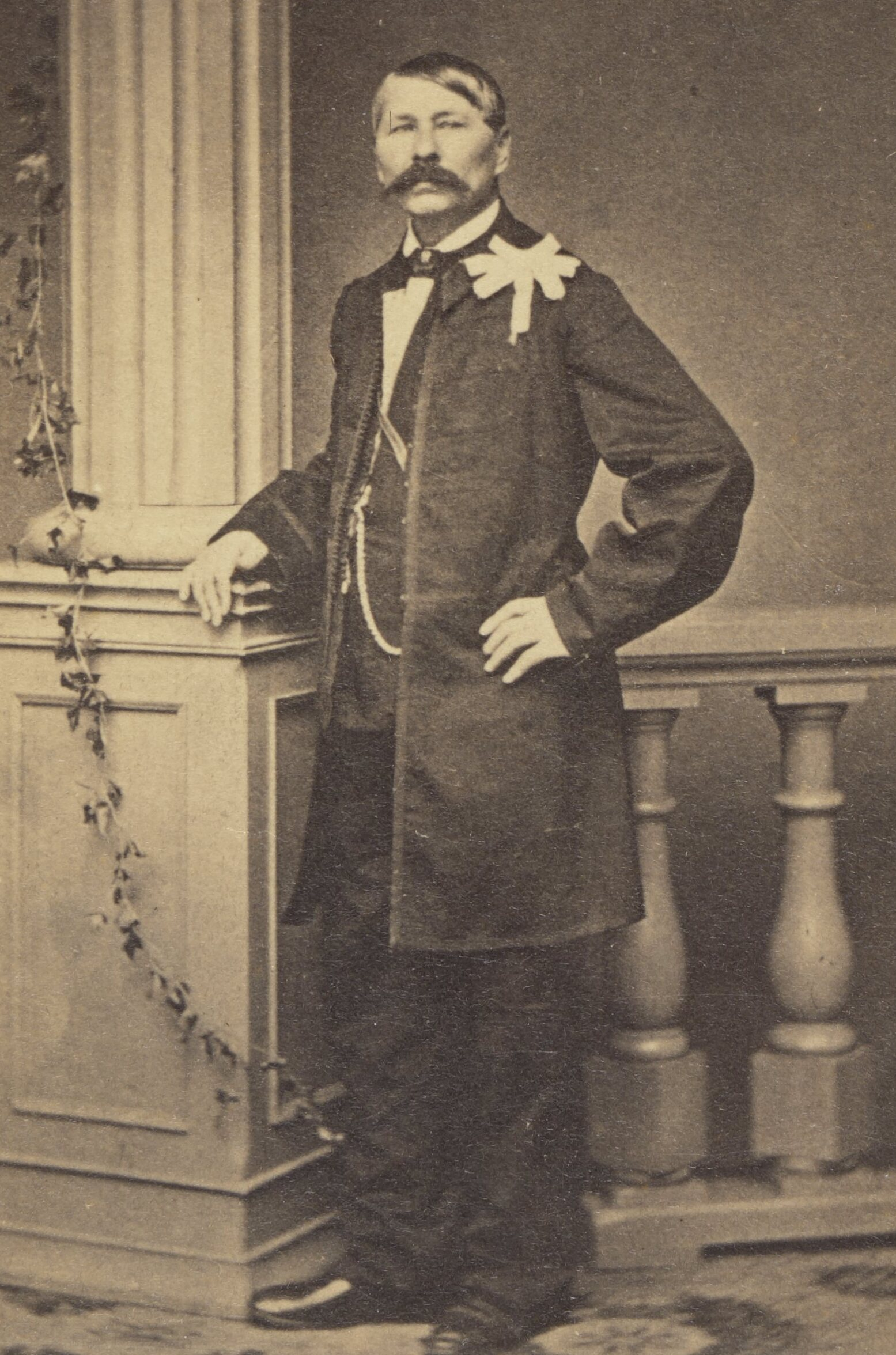
Dionizy Czachowski

- 1 kompania strzelecka (100 ludzi) – d-ca kpt. Witold Rogoyski
- 2 kompania strzelecka (100 ludzi) – d-ca kpt. Czesław Tabaczyński
- kosynierzy – d-ca kpt. Konstanty Olszewski
- kawaleria – rotmistrz Dionizy Bertoli

Sporą część korpusu oficerskiego stanowili oficerowie służący wcześniej w armii austriackiej – Andrzej Łopacki, Witold Rogoyski, Czesław Tabaczyński, Dionizy Bertoli, dlatego oddział ten nazywano galicyjskim.

## Umundurowanie i wyposażenie
- sukmany i szarawary kawowe;
- rogatywki czarne z daszkiem;
- tornistry, pasy, ładownice i menażki.

## Działania zbrojne

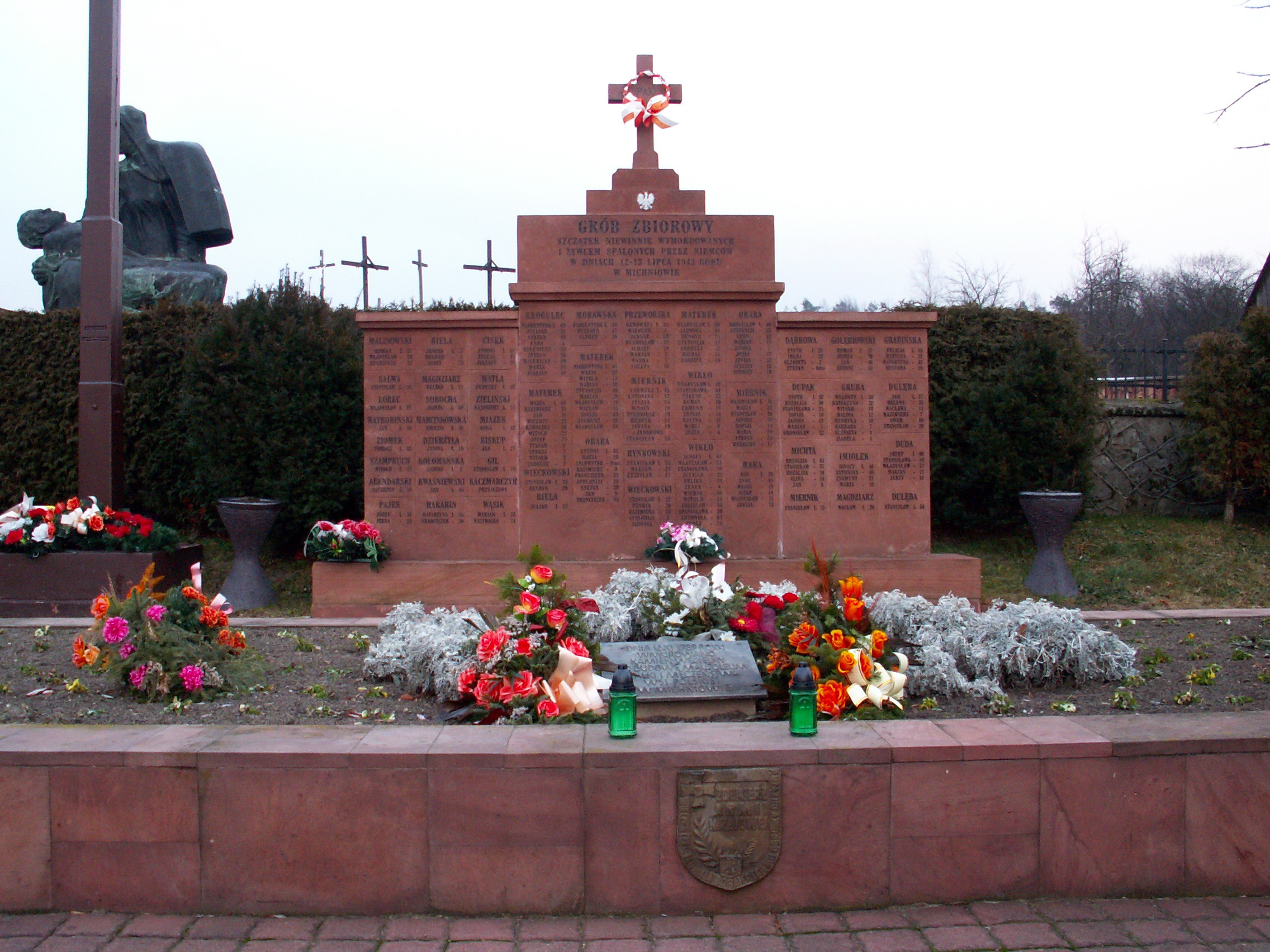
Muzeum Martyrologii Wsi Polskiej w Michniowie

Droga oddziału Łopackiego wiodła przez Baranów, Michniów, lasy wąchockie – aż do Wierzbnika.
24 kwietnia 1863 pod Michałowem niedaleko Wierzbnika rosyjscy dragoni zaatakowali straż tylną oddziału Łopackiego oraz jazdę Tomasza Stamirowskiego, ale Markowski bez trudu odparł ten atak. Po pierwszych wystrzałach Moskali jazda Stamirowskiego uciekła, nie tylko od nieprzyjaciela, ale zrezygnowała z działalności partyzanckiej. Oddział około 46 kawalerzystów wykorzystał sytuację, aby opuścić zgrupowanie.
Dionizy Czachowski objął obóz po Władysławie Kononowiczu, rozwinął tyralierę i pośpieszył na pomoc oddziałowi Łopackiego. Markowski wycofał się do lasu, a Rosjanie w obawie przed zasadzką zrezygnowali z dalszej akcji.